# Rudolf H. Daumann
Rudolf Heinrich Daumann (n. 2 noiembrie 1896, Środa Śląska, Voievodatul Silezia Inferioară, Polonia – d. 30 noiembrie 1957, Potsdam, RDG) a fost un jurnalist german și scriitor.

## Lucrări scrise
- Der Streik, Berlin 1932
- Dünn wie eine Eierschale, München 1934
- Macht aus der Sonne, Berlin 1937
- Das Ende des Goldes, Berlin 1938
- Gefahr aus dem Weltall, Berlin 1938
- Patrouille gegen den Tod, Berlin 1939
- Abenteuer mit der Venus, Berlin 1940
- Die Insel der 1000 Wunder, Berlin 1940
- Protuberanzen, Berlin 1940
- Das schwarze Jahr, Berlin 1949
- Alarm im Salzberg, Berlin 1954
- Der Andenwolf, Berlin 1954
- Freiheit oder Bananen, Berlin 1954
- Herzen im Sturm, Berlin 1954
- Die Marwitz-Kosaken, Berlin 1954
- Die Räuber von Raue, Berlin 1954
- Kiwi-Kiwi-Diamanten, Berlin 1955
- Mauki, der Buschmann, Berlin 1955. 
  - Tradus în limba română de Ovid Rîureanu și Simona Herda și publicat în numărul 34 CPSF din 15 februarie 1957 ca Mauki (pe copertă) sau ca Boșimanul Mauki (titlul din interiorul volumului)
- Schildkröten am Orinoco, Berlin 1955
- Stürmische Tage am Rhein, Berlin 1955
- Tatanka-Yotanka, Berlin 1955
- Der Todesritt der Dakota, Berlin 1955
- Beinahe Anno Tobak, Berlin 1956
- Die Drachen leben, Berlin 1956
- Okapi, das falsche Johnstonpferd, Berlin 1956
- Die vier Pfeile der Cheyenne, Berlin 1957
- Der Untergang der Dakota, Berlin 1957
- Der Mann mit der Machete, Berlin 1968

## Legături externe
- de Rudolf H. Daumann în Catalogul Bibliotecii Naționale a Germaniei (Informații despre Rudolf H. Daumann • PICA • Căutare pe site-ul Apper)
- Rudolf H. Daumann la Internet Speculative Fiction Database

## Vezi și
- Listă de scriitori de limbă germană/D
- Listă de scriitori germani de literatură științifico-fantastică